# Петрусёв, Михаил Витальевич
Михаил Витальевич Петрусёв (21 ноября 1994 года, Смоленск, Россия) — российский футболист, нападающий смоленского «Днепра».

## Карьера
Воспитанник смоленского футбола. Начинал свою карьеру в местной команде «Днепр». Дебютировал в Первенстве ПФЛ в 16 лет.
После яркого первого сезона обратил на себя внимание клубов Премьер-лиги. В 2011 году подписал контракт с московским «Локомотивом», где выступал за молодёжную команду. В 2012 году отправился в аренду в смоленский «Днепр». По истечении контракта с «Локомотивом» снова подписал соглашение с «Днепром». В общей сложности провёл за смоленскую команду 135 матчей, забил 21 гол.
В 2016 году перешёл в «Химки». С 2019 по 2021 года выступал за воронежский «Факел». 11 июля 2021 года перешёл в СКА (Ростов-на-Дону). В 2023 году выступал за СК «Печерск» в Чемпионате Смоленской области.
В 2024 году вернулся в смоленский «Днепр» в Третью лигу.